# GhostBSD
GhostBSD是一個基於TrueOS的Unix-like操作系统（曾基於FreeBSD開發，於2018年5月2日宣佈更換基底），使用MATE作為預設的桌面环境（GNOME也曾是預設的桌面環境）。它的目標是讓使用者易於安裝、開箱即用且易於使用。專案目標則是結合安全、穩定、可用、開放、自由且免費。

## 版本歷史
版本1.0於2010年3月釋出。此版本基於FreeBSD 8並使用GNOME 2.28。
版本1.5基於FreeBSD 8.1，使用GNOME 2.30及Compiz。德國雙月刊freeX（2011年第1期）的專欄即為介紹GhostBSD的一片補充DVD及文章。
版本2.0於2011年3月13日釋出。此版本基於FreeBSD 8.2。版本2中部份變更為GNOME显示管理器的改進及一些錯誤修復。
版本2.5於2012年1月24日釋出。此版本基於FreeBSD 9.0。此版本的GhostBSD有兩個主要分支，一個是使用GNOME桌面環境，另一個則是使用LXDE桌面環境。兩種版本均含amd64及i386的兩種處理器架構，以可安裝的CD/DVD或USB映像檔的形式提供。自2012年1月起，一份詳細的維基指南「如何打造GhostBSD？」與GhostBSD工具組合出版，可用以打造個人化版本GhostBSD安裝映像檔，可以加入所有無法在當時的FreeBSD 9.0官方套件庫找到的套件。GhostBSD工具被設計用來打造i386及amd64兩種處理器架構的電腦。
版本3.0於2013年3月10日釋出。此版本基於FreeBSD 9.1。它是最後一個使用已不再維護的GNOME 2桌面環境的版本。
版本3.1於2013年6月28日釋出。它包含了一些更新過後的套件，主要是修復臭蟲及修正一些使用者所發現的問題。
版本3.5於2013年11月7日釋出。它是以MATE 1.6取代已經廢棄的GNOME 2的第一個版本，Xfce 4.10從這一個版本開始也成為可選擇的桌面環境其中之一。而LibreOffice則被Apache Open Office 4取代。
版本4.0於2014年9月25日釋出。此版本基於FreeBSD 10.0，此版本以Clang取代GCC成為預設的編譯器，且GCC不再預設安裝，而MATE成為預設的桌面環境。
版本10.1 开始，GhostBSD 已经表示将紧随 FreeBSD 和 PC-BSD 使用相同的版本号。

## 授權條款
GhostBSD一開始是使用3句版BSD许可证進行授權，在2014年時，Eric Turgeon將GhostBSD以2句版BSD许可证重新授權。GhostBSD也包含了一些使用GNU通用公共许可证的軟體。 

## 外部連結
- GhostBSD 首頁 （页面存档备份，存于）、Wiki
- 在DistroWatch （页面存档备份，存于）上的GhostBSD